# چکه‌سنج

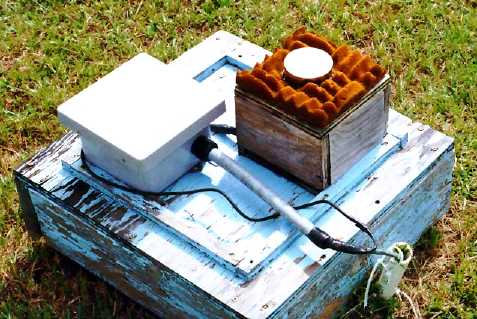
چکه سنج

چکه‌سنج ابزاری است برای اندازه گیری بزرگی قطره و سرعت فروافتادن بارش های مایع. برخی از چکه سنج‌ها می‌توانند میان باران، برف‌دانه و تگرگ تمایز قائل شوند. چکه سنج کاربردهای بسیاری دارد. از چکه سنج می‌توان در مراقبت پرواز، آزمایش‌های علمی، سیستم‌های مشاهداتی فرودگاه و هیدرولوژی بهره برده. جدیدترین چکه سنج‌ها با امواج مایکروویو یا لیزر کار می‌کنند. چکه سنج‌های ویدئویی دو بعدی می‌توانند برای بررسی تک بلورهای برف به کار روند.